# ベッテンドルフ台車
ベッテンドルフ台車（ベッテンドルフだいしゃ、英語: Bettendorf truck）は、アメリカ合衆国のベッテンドルフ社が開発した鉄道車両用ボギー台車の総称である。スリーピース台車、インテグラル・ボックス台車等とも呼ばれる。

## 概説

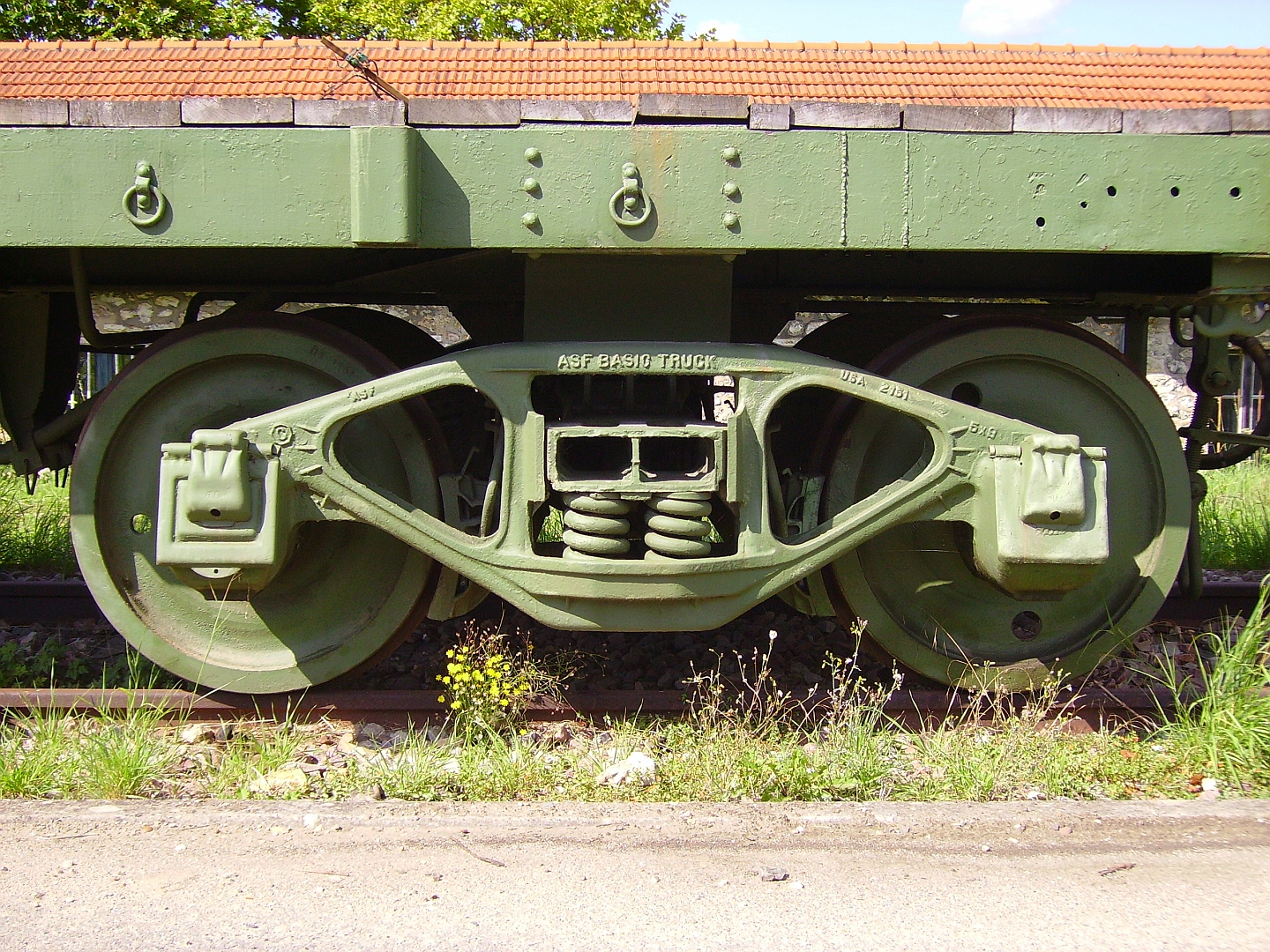
ベッテンドルフ台車の一例

1910年代にベッテンドルフ社が開発した台車の一つであり、特許を公開したためにコモンウェルス社やゼネラルスチール社等他社でも生産され、各種改造、改良型が存在する。特に米国ではアメリカ鉄道協会(AAR)標準台車に指定される等、主に貨車用として広く用いられた。日本国内では特に無蓋車、タンク車、ホッパ車での採用例が多い。

## 構造

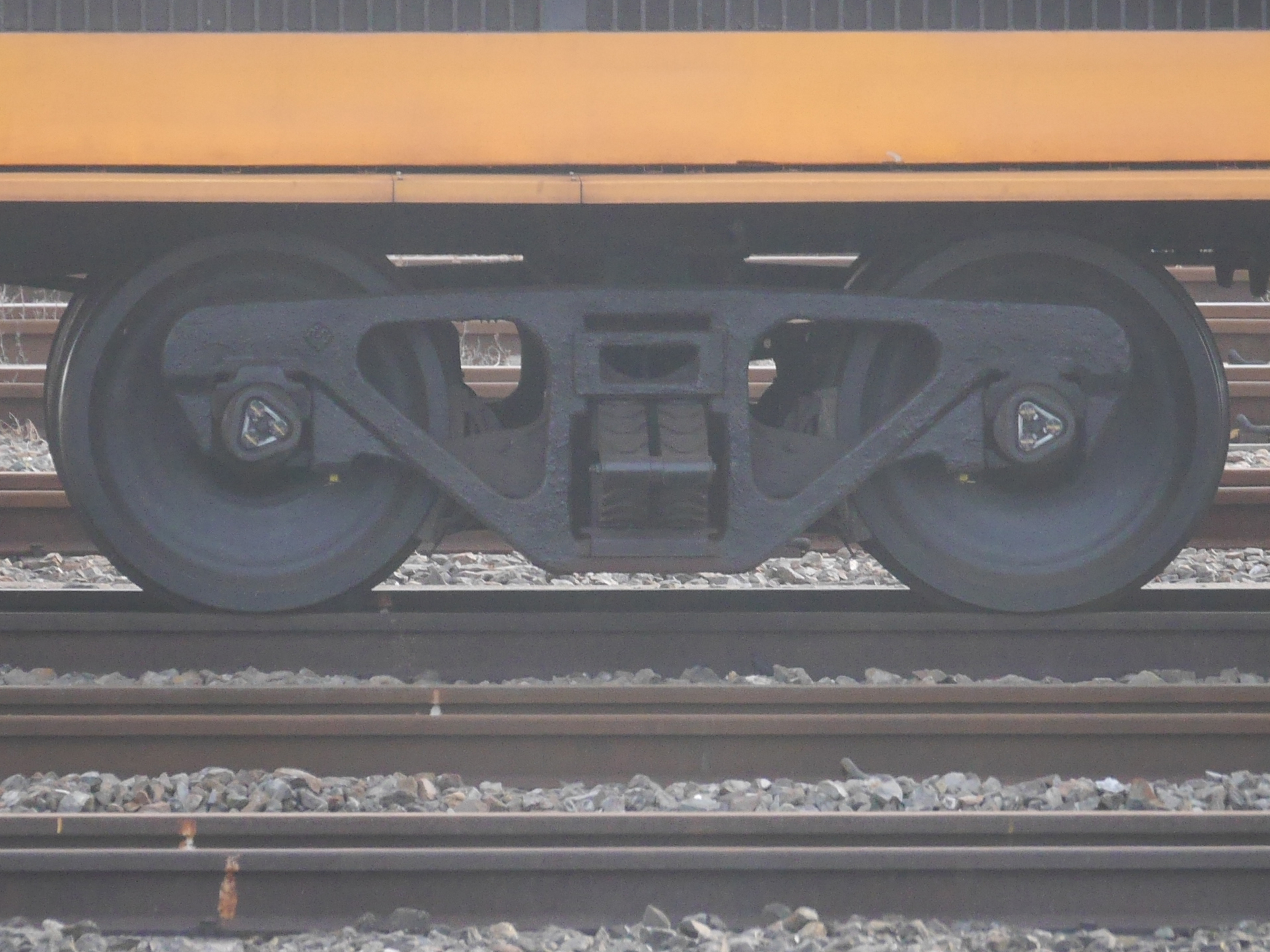
SK300-1のTR209台車

側枠の形状は菱枠台車やアーチバー台車を継承しているが、軸箱を側枠と一体化した鋳鋼製となっている。また初期形の側枠は断面がT字形であったが、経年により亀裂が生ずるなど強度に問題があったため、U字形断面に改良されている。また菱枠台車とは異なり、側枠と枕梁を分解することが可能で、枕ばねを抜き、枕梁を下げると枕梁を引き抜くことができ、左右各々の側枠と枕梁の三点に分解ができた。また車両の大型化によって3軸ボギーも製作されている。亜種として、軸箱が分離したアンドリュー台車やバルカン台車などがある。

## 日本での例

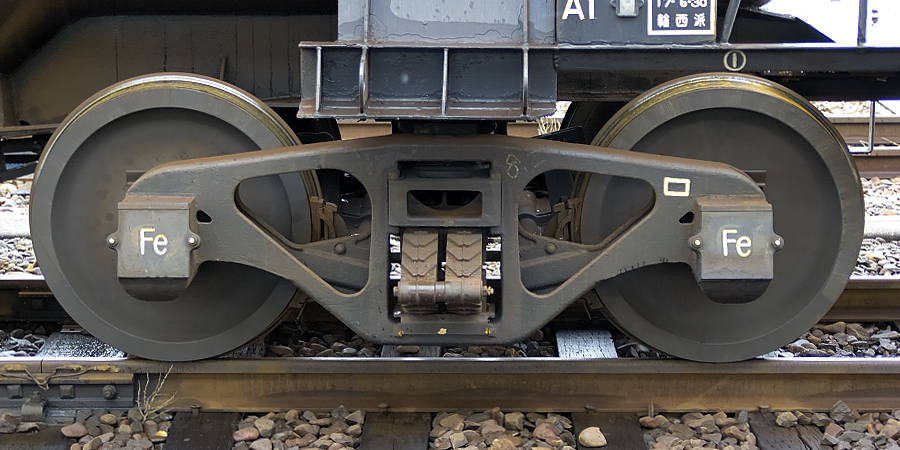
TR41形台車

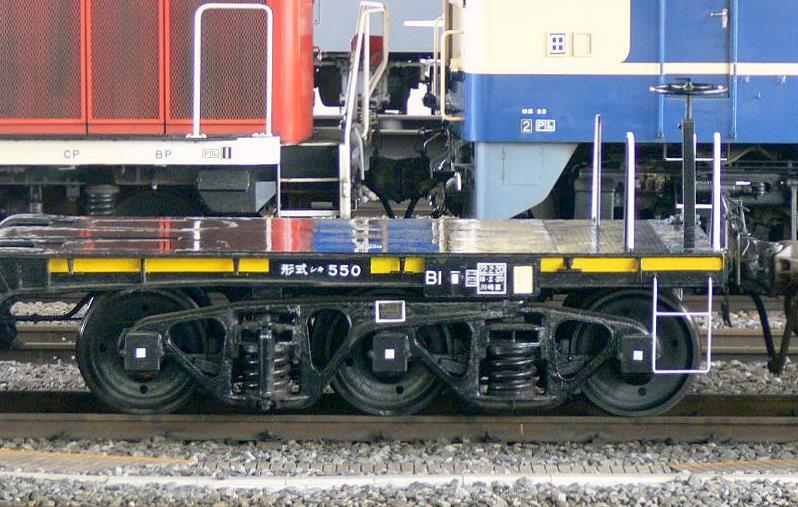
3軸式のTR78形台車

日本でのベッテンドルフ形台車としては国鉄TR41形台車が嚆矢かつ代表的で、その後継でコロ軸受（ローラーベアリング）としたTR209形、TR214形、TR225形、TR228形がある。枕ばねはTR41形、TR209形が重ね板ばね(TR41D, TR41Eはコイルばね)で、TR214形、TR225形、TR228形がコイルばねである。
2011年（平成23年）から新製されているホキ2000形にはTR214とよく似たTR213形台車が採用されているが､本台車は左右の側枠をつなぎ梁で連結した構造であり、側枠の前後動による車軸の蛇行動を抑制し走行性能を改善した派生型である。